# وزارت دارایی کرواسی
وزارت دارایی کرواسی (به کرواتی: Ministarstvo financija) وزارتخانه‌ای در دولت کرواسی است که مسئولیت امور مالی و بودجه کشور را بر عهده دارد.

## لینک‌های خروجی
- Official website (به کرواتی)